# غابور بالوف
غابور بالوف (بالمجرية: Balogh Gábor)‏ هو رياضي خماسي مجري، ولد في 5 أغسطس 1976 في بودابست في المجر.

## وصلات خارجية
- غابور بالوف على موقع الاتحاد الدولي للخماسي الحديث (الإنجليزية)
- غابور بالوف على موقع أوليمبيديا (الإنجليزية)